# Xã Coolin, Quận Towner, Bắc Dakota
Xã Coolin (tiếng Anh: Coolin Township) là một xã thuộc quận Towner, tiểu bang Bắc Dakota, Hoa Kỳ. Năm 2010, dân số của xã này là 39 người.